# دعسوقة ذات النقطتين
دعسوقة ذات النقطتين أو أبو العيد ذو النقطتين (الإسم العلمي:Adalia bipunctata)، هي نوع من الحشرات يتبع جنس أضاليا من فصيلة الدعسوقيات، وتتميز بوجود نقطتين سوداء على ظهرها، تستوطن مناطق أوروبا وبعض أنحاء أمريكا الشمالية، وتستخدم في مجال المكافحة الأحيائية في بلدان متعددة.

## معرض صور

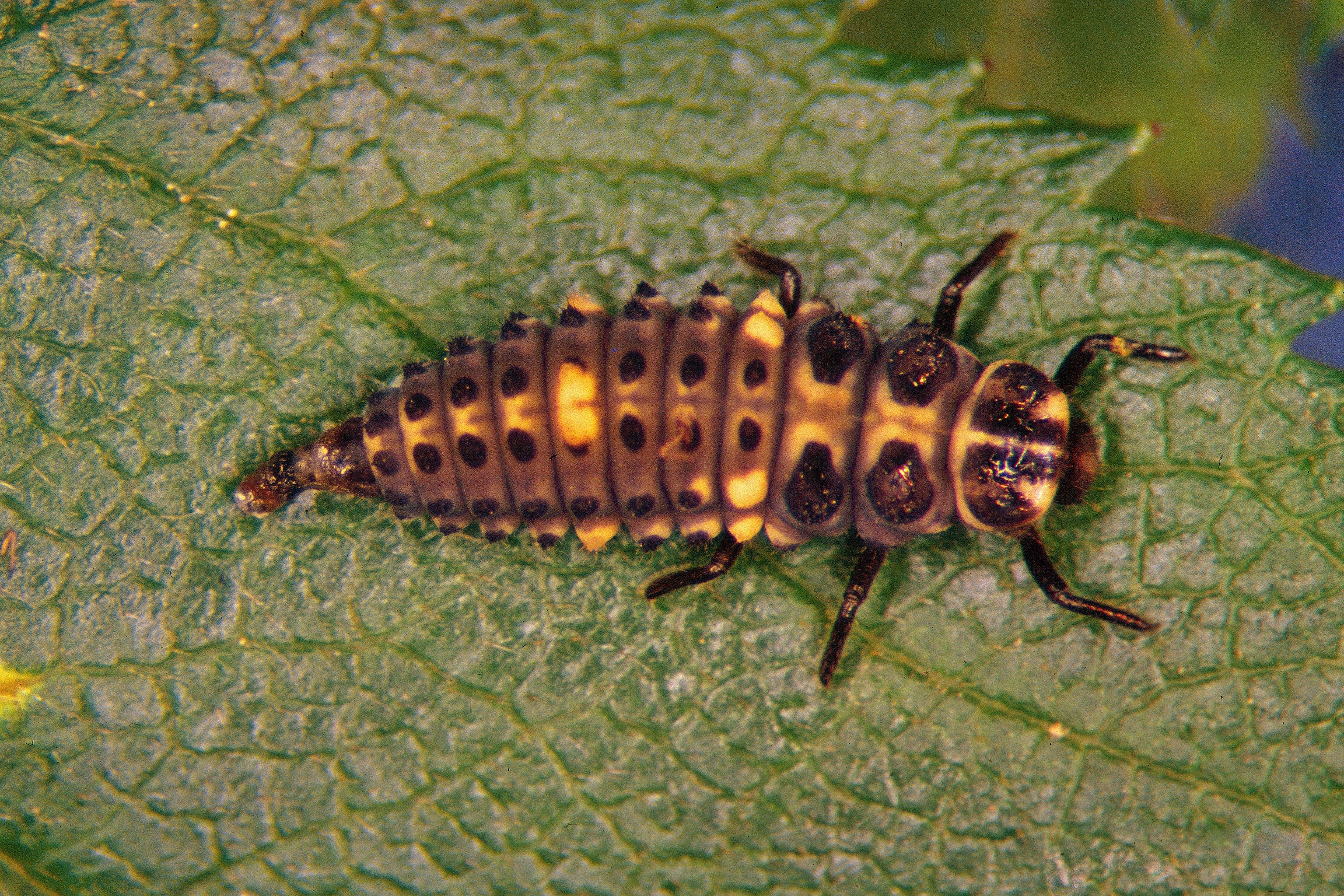
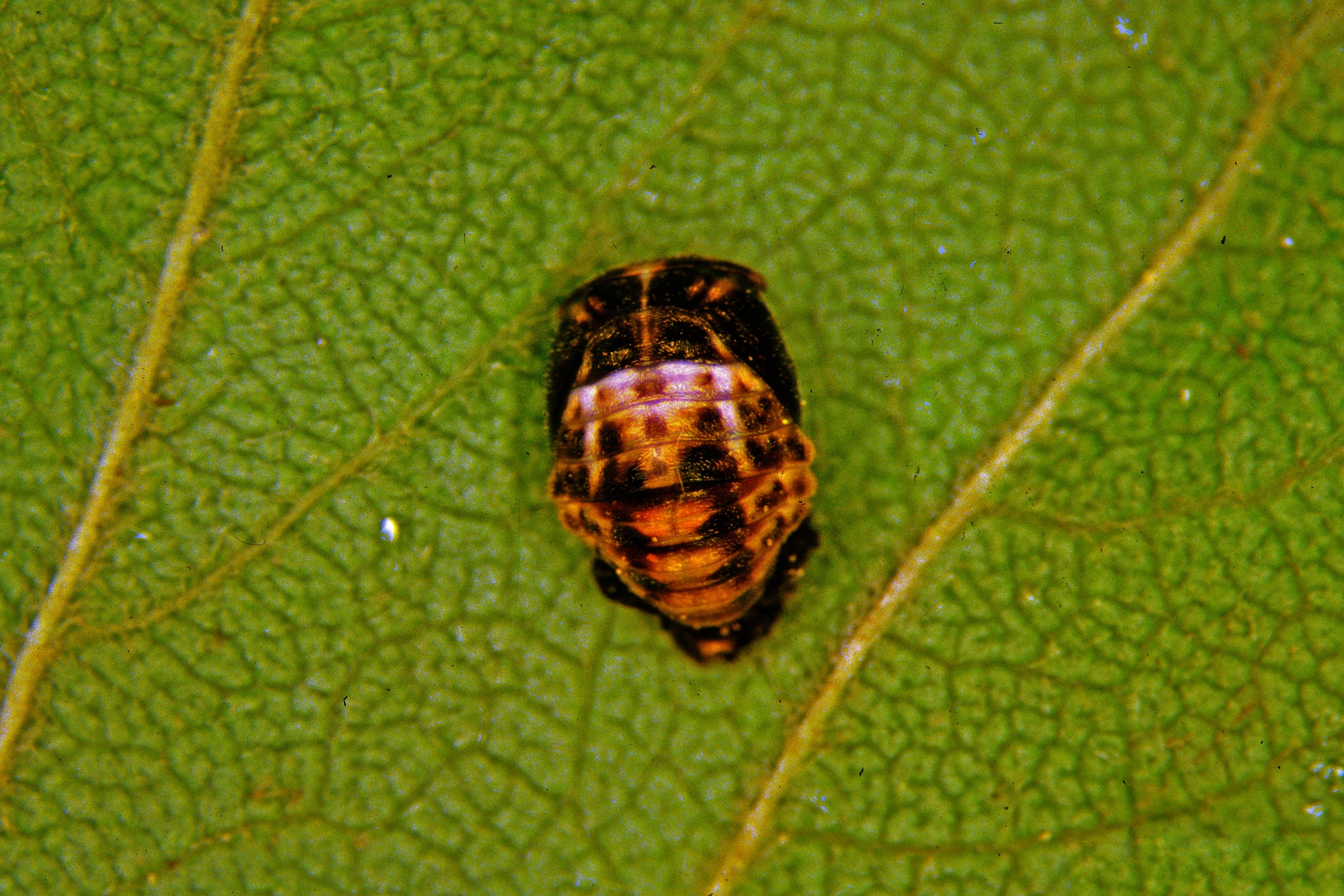
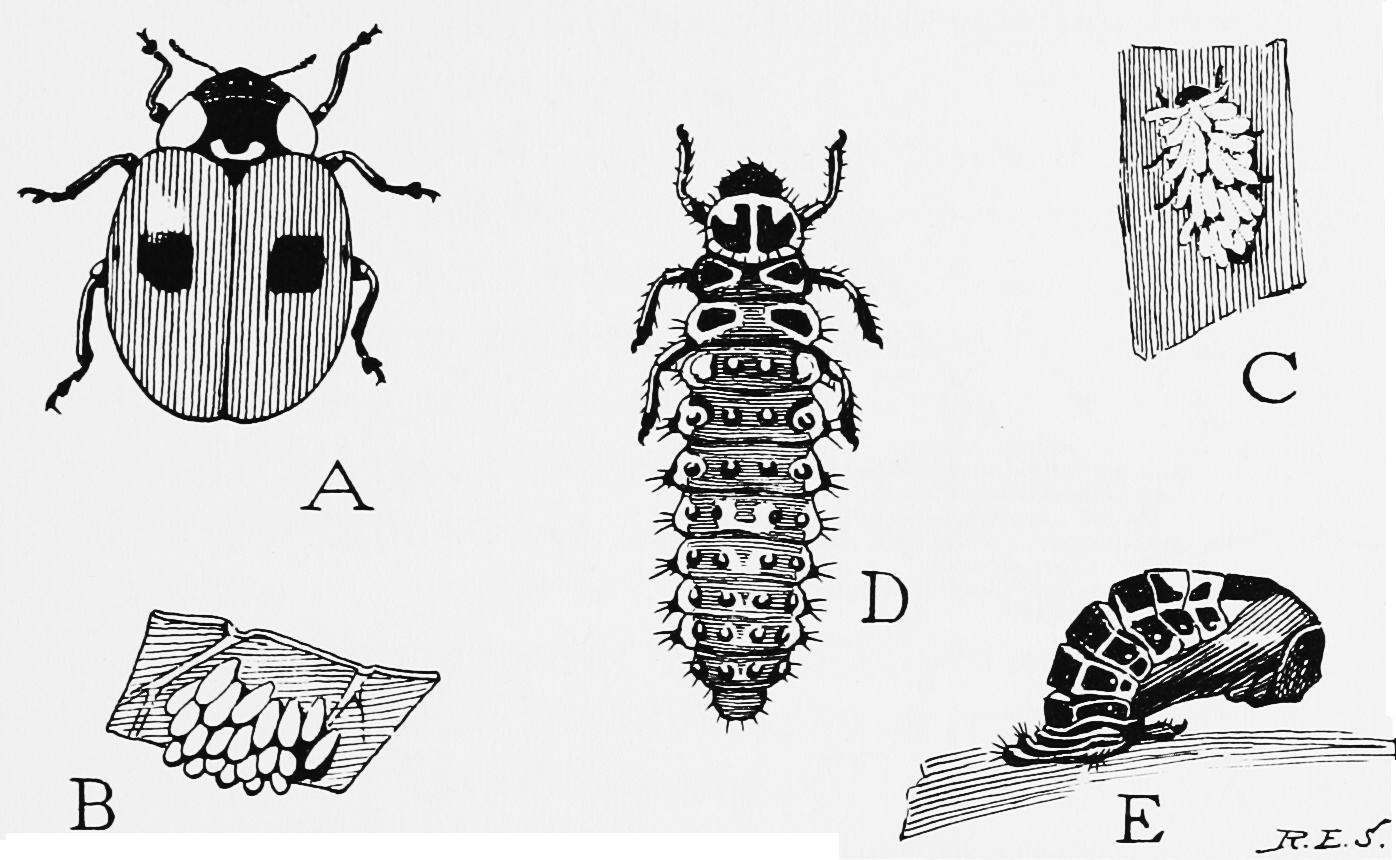
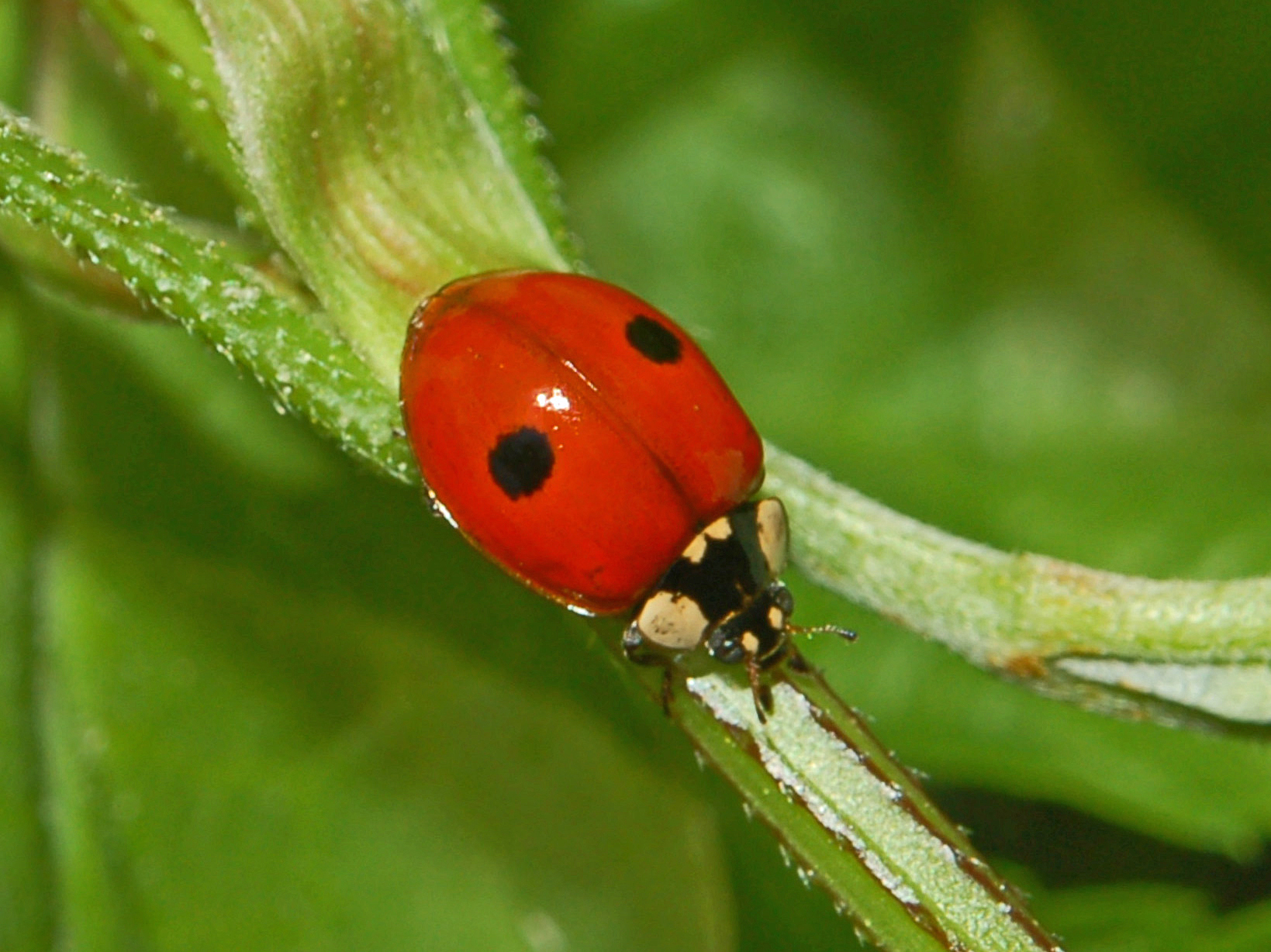
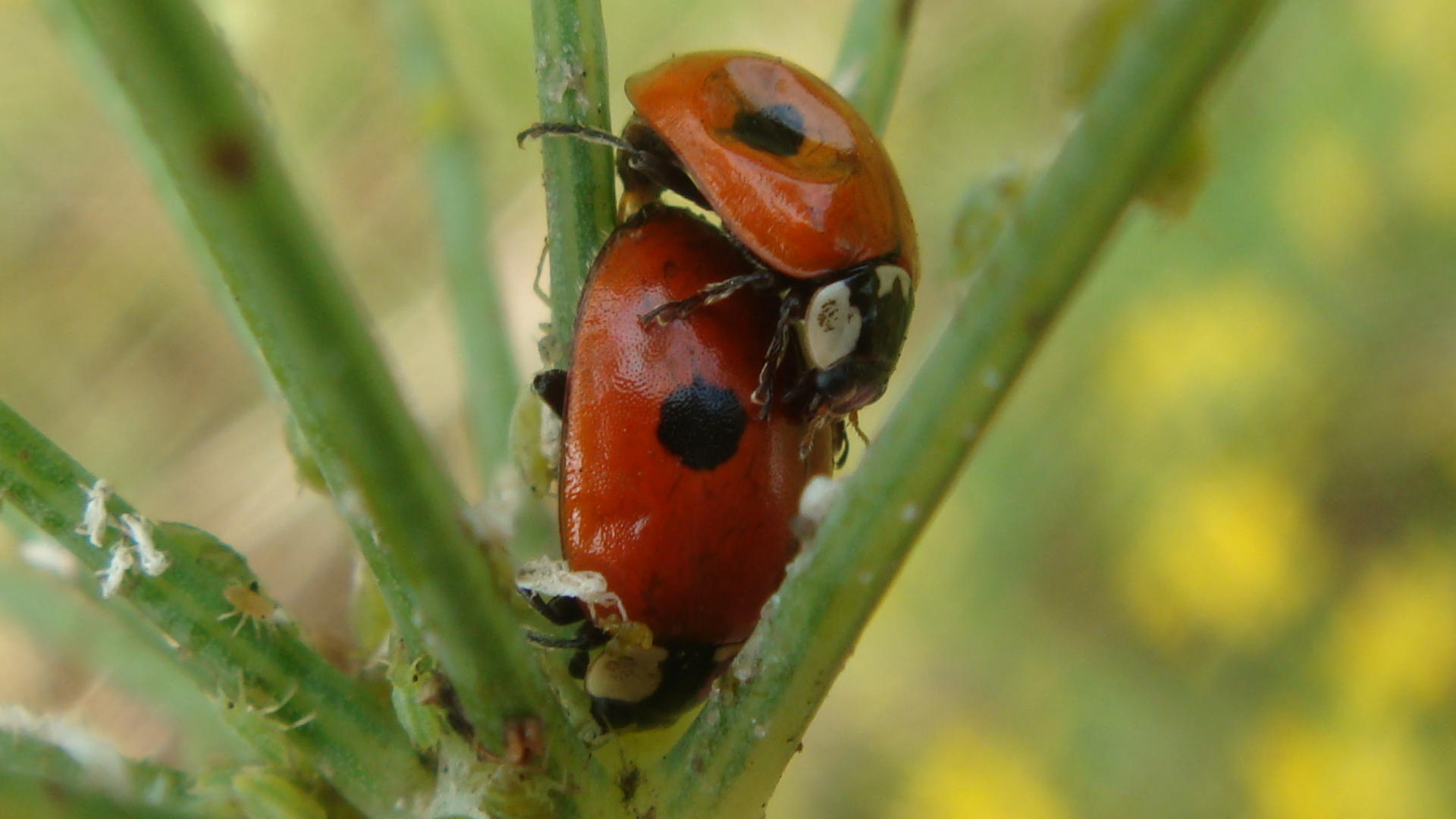
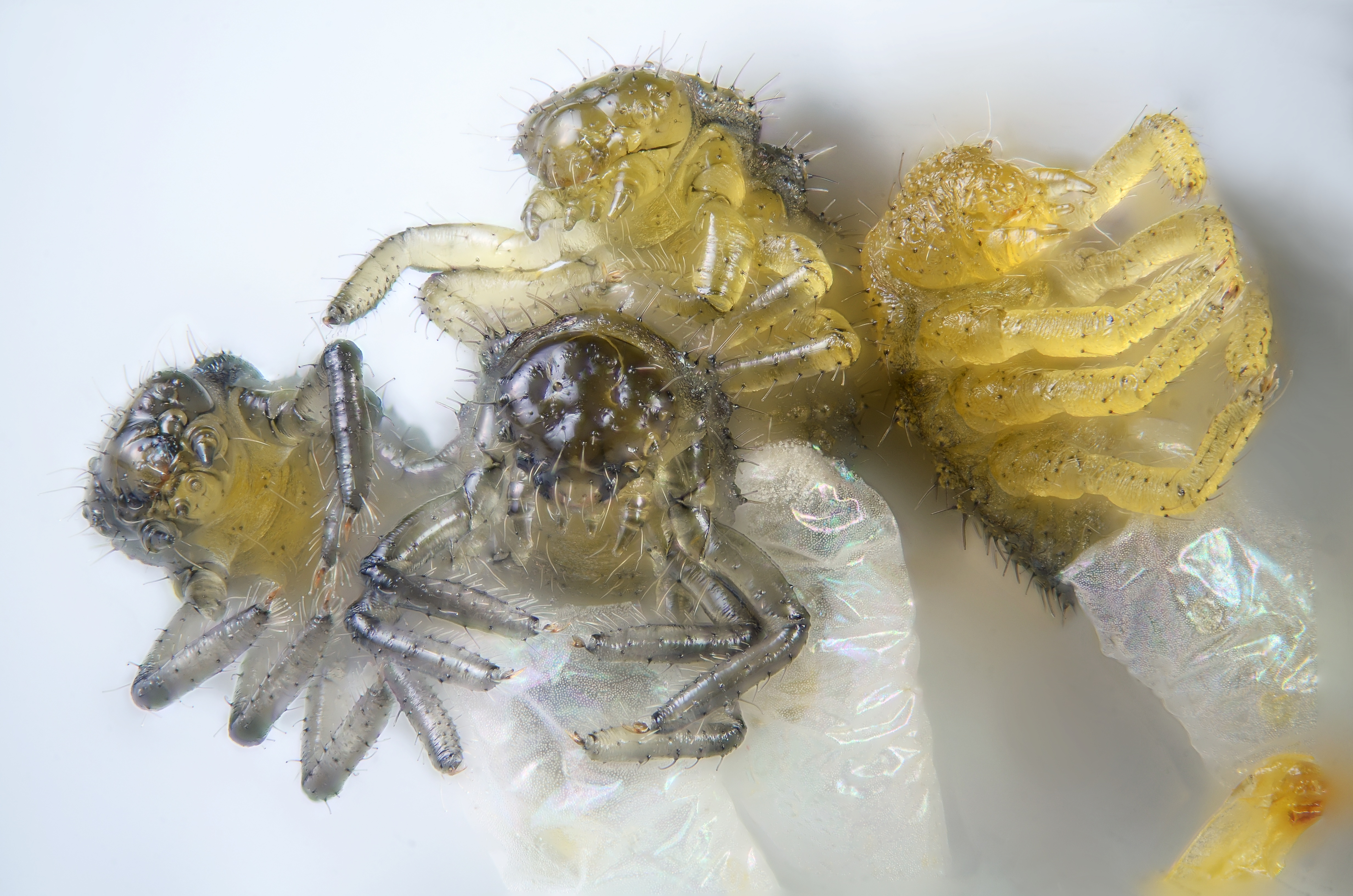